# Windeweeskind
Het windeweeskind (Aedia leucomelas) is een vlinder uit de familie van de uilen (Noctuidae). De wetenschappelijke naam is gepubliceerd in 1758 door Linnaeus in de tiende editie van Systema naturae.
De soort komt voor in Europa.